# Kokumin Shimbun
Le Kokumin Shimbun (國民新聞, littéralement journal national) est un quotidien japonais créé en 1890 par Tokutomi Sohō. Il fusionne en 1942 avec un autre journal pour devenir le Tokyo shinbun.